# Ghadīr-e Asb
Ghadīr-e Asb (persiska: غدیر اسب) är en periodisk saltsjö i Iran.   Den ligger i provinsen Qom, i den centrala delen av landet, 140 km söder om huvudstaden Teheran.